# Савочкино (Ленинградская область)
Са́вочкино (фин. Savkola) — деревня в Бугровском городском поселении Всеволожского района Ленинградской области.

## История
Первое поселение на месте будущей деревни Савочкино — безымянная группа домов между двух деревень Кабитоловых (современные Капитолово и Энколово), нанесённых на карты 1860 и 1863 года.

САВКОЛОВО — посёлок на земле седьмого сельского общества 5 дворов, 22 м. п., 19 ж. п., всего 41 чел. (1896 год)

Под именем Савочкина деревня из 5 дворов впервые обозначается на карте в 1909 году.
Согласно переписи населения СССР 1926 года:

САВОЧКИНО — деревня Капитоловского сельсовета Токсовской волости Ленинградского уезда, 13 хозяйств, 63 души.

Из них: русских — 4 хозяйства, 24 души; ингерманландцев — 9 хозяйств, 39 душ. (1926 год)

По административным данным 1933 года деревня Савочкино относилась к Копитоловскому сельсовету Куйвозовского района.
Согласно переписи населения СССР 1939 года:

САВОЧКИНО — деревня Капитоловского сельсовета Парголовского района, 94 чел. (1939 год)

Деревня Савочкино на карте 1939 года

Согласно топографической карте РККА 1939 года деревня насчитывала 15 дворов. В 1940 году деревня также насчитывала 15 дворов.
До 1942 года — место компактного проживания ингерманландских финнов и ижоры.
Во время войны в деревне располагался военный госпиталь.
С 1939 по 1954 год была включена в деревню Капитолово, население деревни в 1954 году составляло 284 человека.
По данным 1966 и 1973 годов деревня Савочкино входила в состав Муринского сельсовета.
С 23 октября 1989 года деревня Савочкино находилась в составе Бугровского сельсовета.
В 1997 году в деревне проживали 3 человека, в 2002 году — 5 человек (русских — 80%), в 2007 году постоянного населения не было.
Сейчас в деревне ведётся активное коттеджное строительство.

## География
Деревня находится в западной части района близ автодороги 41К-075 (Юкки — Кузьмоловский), к востоку от деревни Энколово и к северу от деревни Капитолово.
Местность, где расположено Савочкино — моренные холмы, остатки ледникового периода.
Расстояние до административного центра поселения 8 км.
Расстояние до ближайшей железнодорожной платформы Кузьмолово — 1,5 км.

## Демография
| 2007 | 2010 | 2017 |
| ---- | ---- | ---- |
| 0    | ↗22  | ↗25  |

Национальный состав
Согласно данным Всероссийской переписи населения 2021 года в деревне проживал 21 человек, из них:
 русские — 20 человек, один национальность не указал.

## Фото

Деревня Савочкино. 2011 год
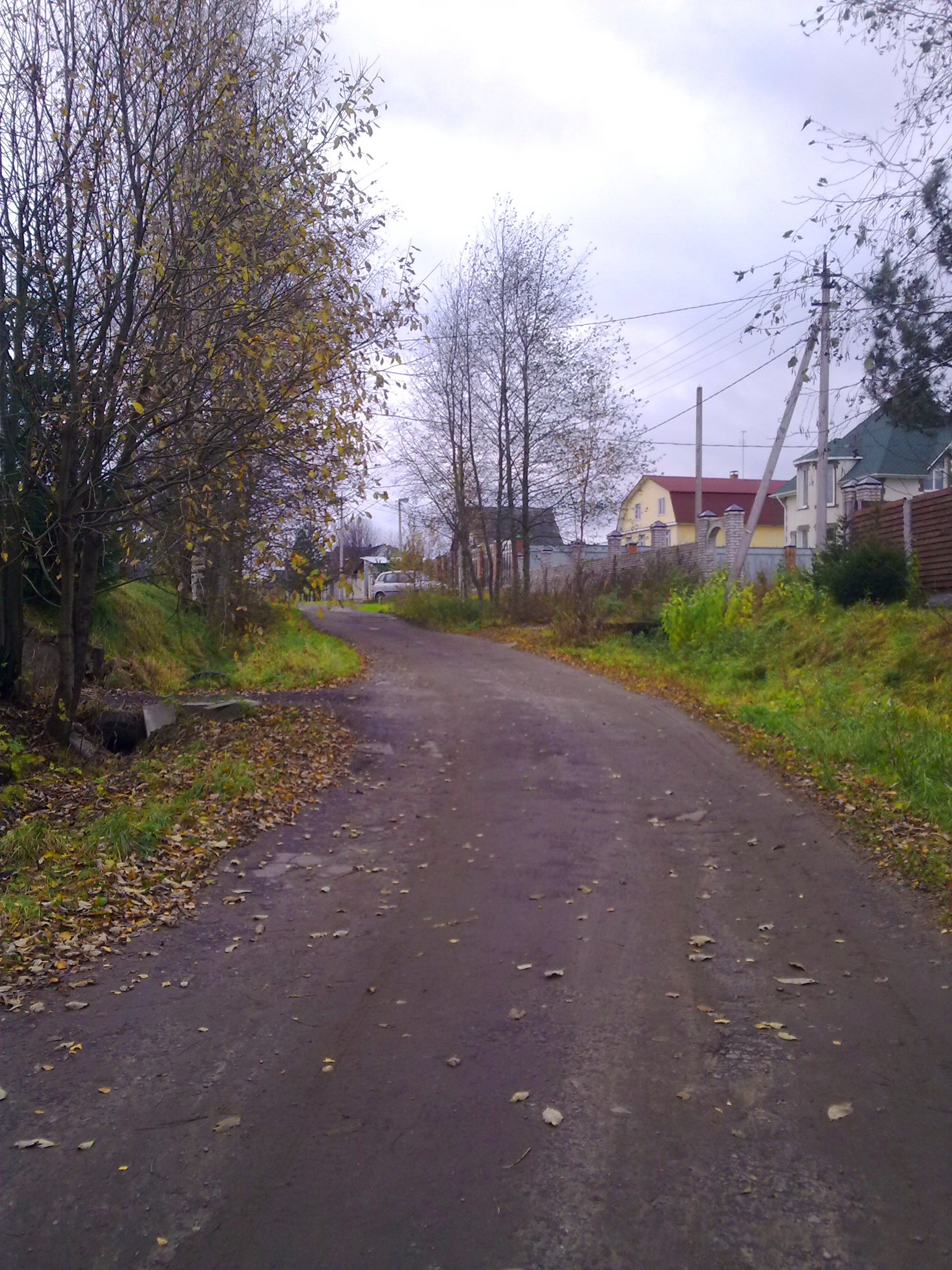
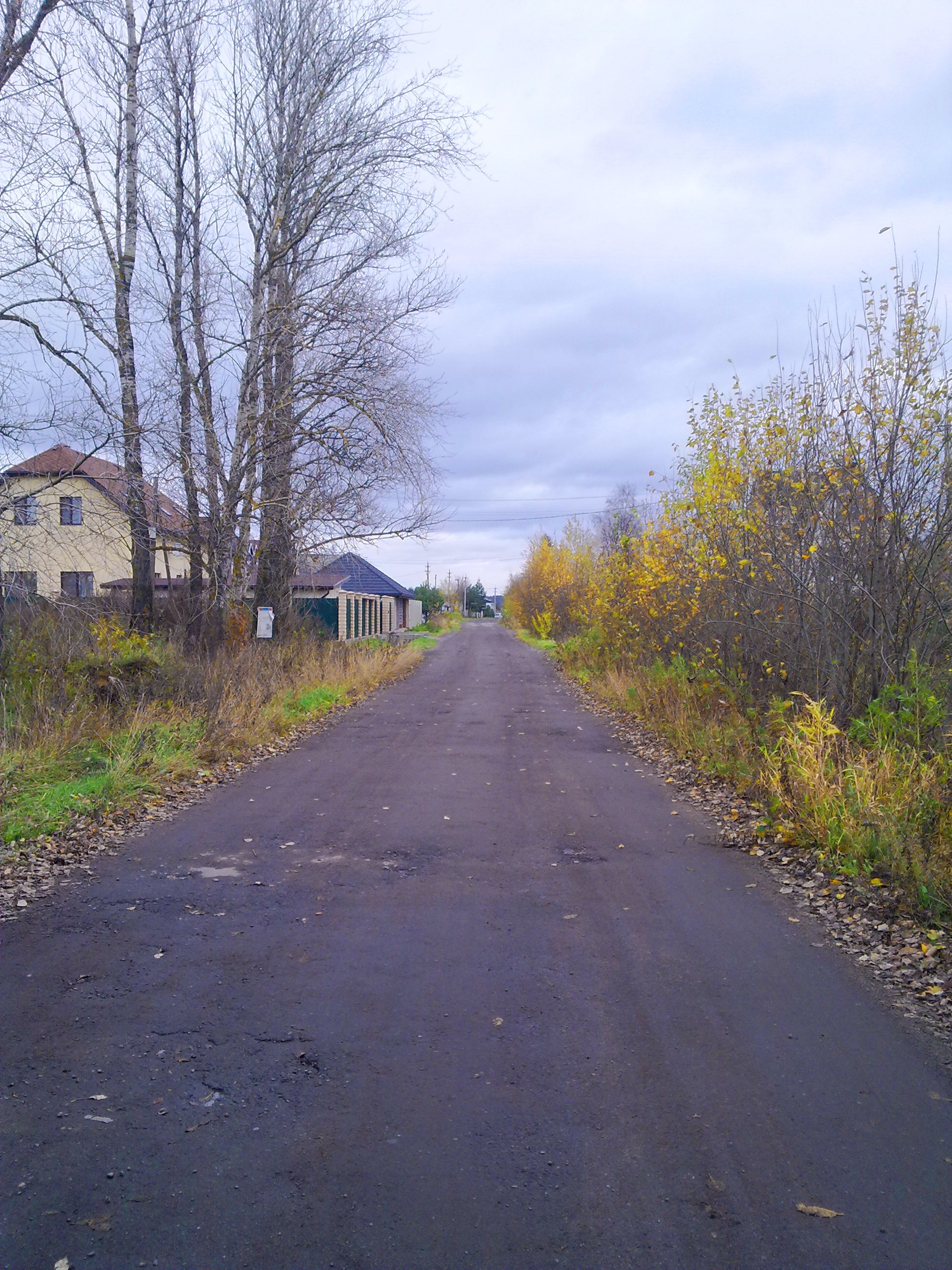
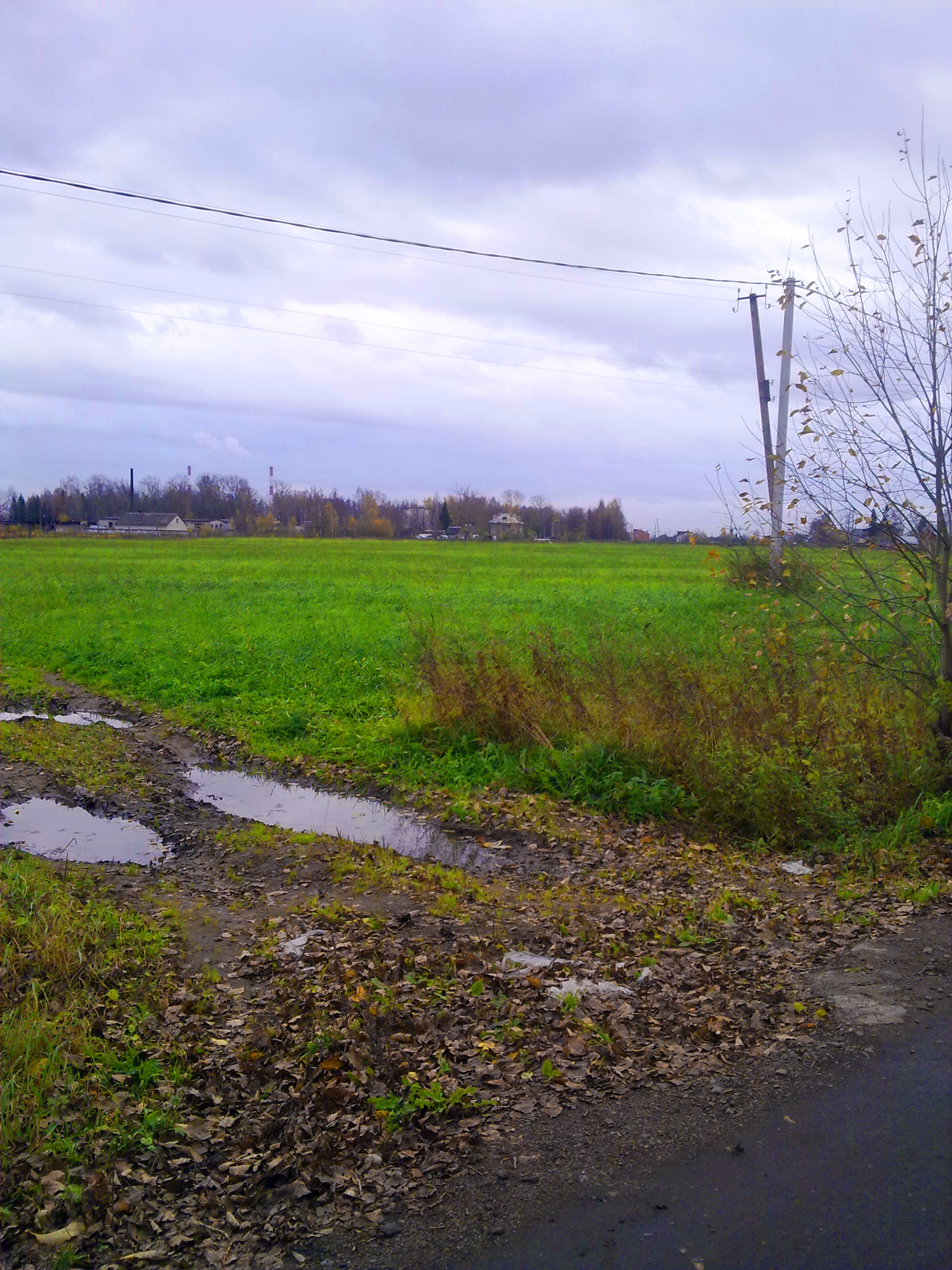
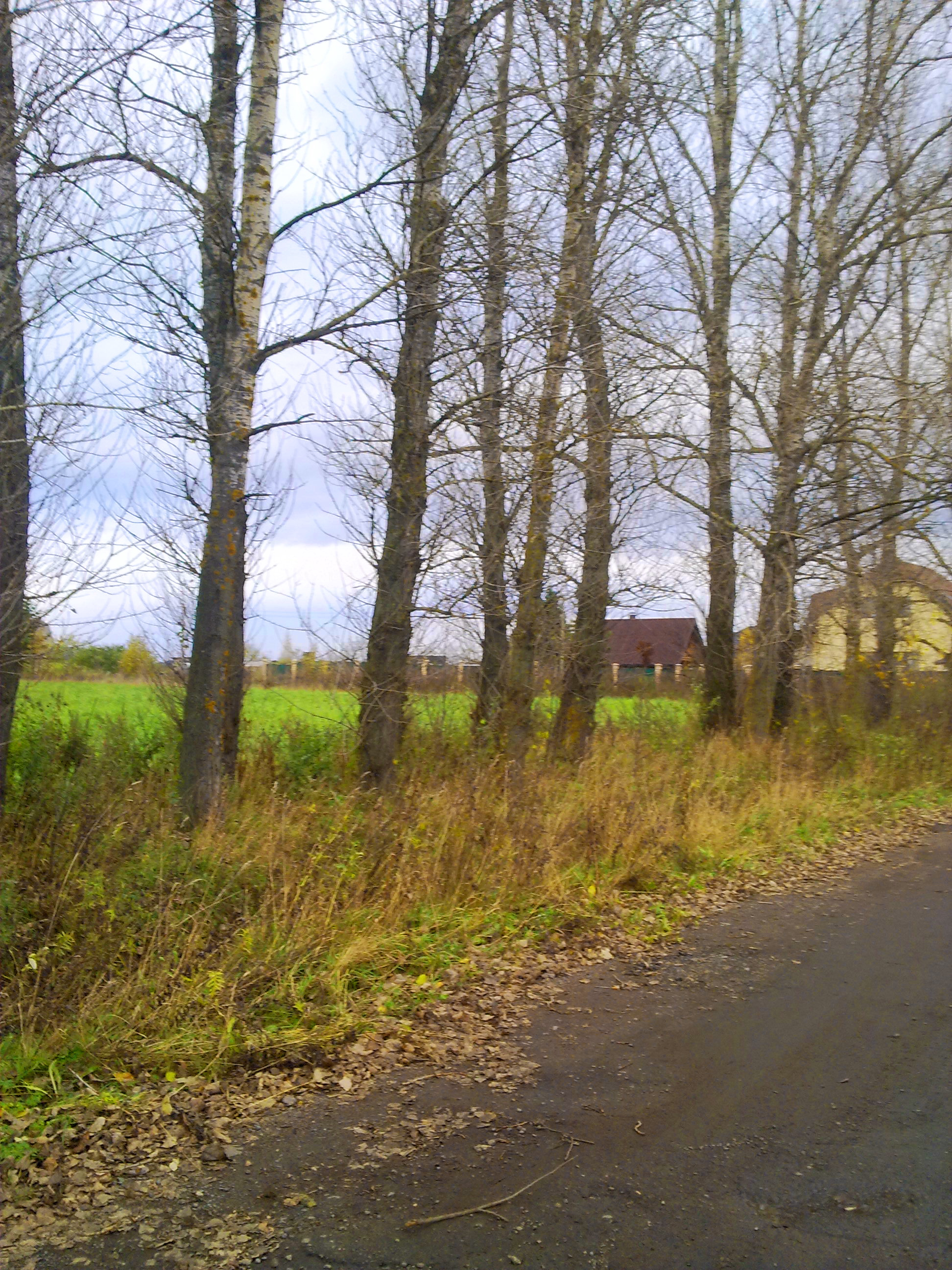

## Улицы
Оборонная, Охтинская, Парковая, Счастливая, Центральная.

## Садоводства
Зеленая долина, Ламбери Запад.